# Amblyomma cajennense

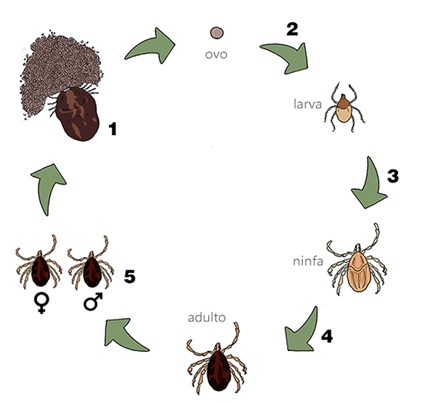
Ciclo de vida de Amblyomma cajennense.

Amblyomma cajennense  (Fabricius, 1787) é uma espécie de carrapato da família Ixodidae, também conhecida como carrapato-estrela ou carrapato-do-cavalo, que tem como hospedeiros preferidos os equídeos, mas pode também parasitar bovinos, outros animais domésticos e animais silvestres. O A. cajennense, na sua fase adulta, é também conhecido pelos nomes populares: "rodoleiro", "picaço", "carrapato rodolego" e também como "micuim", "carrapato pólvora", "carrapato-fogo", "carrapato meio-chumbo" e "carrapatinho" nas suas fases de larva e ninfa. A espécie é comum no Brasil e é um vector de diversas doenças como a babesiose equina e a febre maculosa, sendo esta última considerada um zoonose. Apesar de ser bastante irregular as infestações do Amblyomma, geralmente concentram-se nas sombras ou nos locais de passagem de seus hospedeiros.

## Distribuição geográfica
A. cajennense estão em áreas de transição que correspondem principalmente aos estados do Maranhão e Tocantins no leste do Brasil, Mato Grosso na região central do Brasil e Rondônia no oeste do Brasil. Essas áreas de transição correspondem às fronteiras geográficas dos biomas Amazônia e Cerrado. Além dessas áreas de transição, a A. cajennense está restrita a áreas dentro do bioma Amazônia, enquanto a Amblyomma sculptum é encontrada nos biomas Cerrado, Pantanal e Mata Atlântica. O registro único de A. sculptum no bioma Caatinga foi em uma área de clima tropical, em vez do clima semiárido dominante deste bioma . A distribuição do A. cajennense está quase restrita a áreas com clima equatorial (que geralmente coincide com o bioma Amazônia), enquanto a A. sculptum está quase restrita a áreas com clima tropical (que geralmente coincide com os biomas Cerrado e Mata Atlântica). São poucos os registros de A. sculptum ou A. cajennense  em áreas com clima subtropical no sul do Brasil. Além disso, o bioma Pampa (mais ao sul do Brasil) é o único bioma onde a A. cajennense está ausente no Brasil. No bioma Amazônia, a ocorrência de A. cajennense era geralmente restrita a áreas onde a cobertura vegetal natural estava ausente. O mesmo se aplica a A. sculptum no bioma mata atlântica e nos biomas Cerrado e Pantanal, é encontrada em áreas com ou sem cobertura vegetal natural.
A degradação contínua da floresta amazônica, com a substituição da cobertura florestal original pela cobertura vegetal semelhante ao Cerrado, pode favorecer a expansão do A. sculptum nessas áreas. Um exemplo potencial dessa condição é o estado de Rondônia, onde não foram encontrados nenhum A. sculptum durante um grande e extenso levantamento de carrapatos em todo o estado durante os anos 2000 a 2005. Quase uma década depois, em 2012 foi encontrado uma população estabelecida de cavalos infestados de A. sculptum no município de Pimenta Bueno. Como Rondônia é um dos estados brasileiros com maiores índices de desmatamento e degradação florestal nas últimas duas décadas, essa condição pode ter facilitado a expansão do A. sculptum no estado. Esse cenário tem extrema relevância médica, já que no Brasil a A. sculptum é o vetor mais importante da bactéria Rickettsia rickettsii, agente etiológico da febre maculosa brasileira, a febre maculosa mais letal do mundo. Por outro lado, a A. cajennense só foi encontrada infectada por Rickettsia amblyommii, um agente muito menos ou não patogênico. Assim, a expansão do A. sculptum no norte do Brasil poderia envolver a expansão de outras doenças transmitidas pelo carrapato, especialmente porque a A. sculptum é, de fato, o carrapato mais comum de mordida humana no Brasil.

## Patogenias
Pode transmitir a babesiose equina, através dos protozoários Babesia equi e Babesia caballi, e a febre maculosa, causada pela bactéria Rickettsia rickettsii. Para que a transmissão da febre maculosa ocorra são necessárias pelo menos 4 horas de fixação do carrapato no hospedeiro. A transmissão é mais comum quando o carrapato se encontra nos estágios de larva ou ninfa, pois o adulto tem uma picada dolorosa, de modo que é rapidamente percebido e removido.

### Febre maculosa brasileira (FMB)
Os carrapatos são importantes para a saúde pública por causa da transmissão de uma grande variedade de agentes patogênicos e pelos prejuízos econômicos que eles causam à pecuária. Existem cerca de 870 espécies de carrapatos descritas mundialmente. Destas, 55 já foram descritas em nosso país, sendo o gênero Amblyomma o mais numeroso com 33 espécies. O A. cajennense é o principal carrapato associado à transmissão da febre maculosa no Brasil. Em algumas regiões, casos da doença têm sido associados ao aumento de capivaras, que são hospedeiras primárias para o A. cajennense e para o A. dubitatum.
No Brasil, a febre maculosa brasileira (FMB) é a mais importante doença transmitida por carrapatos, principalmente do gênero Amblyomma, sendo A. cajennense e A. aureolatum encontradas em capivaras. Sabe-se que as capivaras atuam como hospedeiros primários do A. cajennense e do A. dubitatum e, portanto, elevam as densidades destes carrapatos em locais onde estão estabelecidas.

### Propagação de doenças
Carrapatos transmitem patógenos que causam doenças através do processo de alimentação.
- Dependendo da espécie de carrapato e de sua fase de vida, preparar-se para se alimentar pode levar de 10 minutos a 2 horas. Quando o carrapato encontra um ponto de alimentação, ele agarra a pele e corta para a superfície.[4]
- O carrapato então insere seu tubo de alimentação. Muitas espécies também secretam uma substância semelhante a cimento que as mantém firmemente presas durante a refeição. O tubo de alimentação pode ter farpas que ajudam a manter o carrapato no lugar.[4]
- Carrapatos também podem segregar pequenas quantidades de saliva com propriedades anestésicos para que o animal ou pessoa não possa sentir que o carrapato se prendeu. Se o carrapato está em um local protegido, pode passar despercebido.
- Um carrapato vai sugar o sangue lentamente por vários dias. Se o animal hospedeiro tiver uma infecção sanguínea, o carrapato ingere os patógenos com o sangue.[4]
- Pequenas quantidades de saliva do carrapato também podem entrar na pele do animal hospedeiro durante o processo de alimentação. Se o carrapato contiver um patógeno, o organismo pode ser transmitido ao animal hospedeiro desta forma.
- Após a alimentação, a maioria dos carrapatos vai cair e se preparar para a próxima etapa da vida. Em sua próxima alimentação, ele pode então transmitir uma doença adquirida para o novo hospedeiro.[4]

## Ciclo de vida
1. Ovoposição no solo (em torno de 3 a 4 mil ovos);[1]
2. Eclosão dos ovos e nascimento das larvas (possuem três pares de pernas) após 60 a 70 dias de incubação;
3. Ao encontrar um hospedeiro definitivo, a larva se alimenta por 5 dias. Após esse período, retorna ao solo e realiza a primeira muda, tornando-se ninfa (passa a ter quatro pares de pernas). Após a muda, pode permanecer longe do hospedeiro por até um ano;[1]
4. Ao encontrar um hospedeiro, se alimenta por 5 a 7 dias. Após esse período, vai para o solo novamente e realiza a segunda muda, tornando-se adulto e diferenciando-se em macho ou fêmea. Nesse estágio, pode permanecer por até 24 meses sem se alimentar;[1]
5. No hospedeiro, ocorre o acasalamento. A fêmea se alimenta até ficar ingurgitada, retornando para o solo para a postura dos ovos.[1]

### Fase larval
Amblyomma cajennense é um dos carrapatos mais prevalentes espécie na região Neotropical, onde foi registrada em dezenas de espécies hospedeiras. Esses registros incluem principalmente mamíferos de médio e grande porte, incluindo o homem. Embora algumas espécies aviárias mostraram-se hospedeiras altamente adequadas para as larvas e ninfas em condições de laboratório, registros de A. cajennense em aves em natureza são escassas. Essa escassez deve ser relacionadas a limitações de identificação taxonômica de estágios imaturos de Amblyomma dos Neotrópicos. Antas(Tapirus terrestris), capivaras (Hydrochaeris hydrochaeris) e cavalos são considerados hospedeiros primários de A. cajennense no Brasil.
O comportamento de seleção de hospedeiros dos carrapatos é basicamente divisível em duas fases:
- Fase de descoberta do hospedeiro: caracterizada por estado de posicionamento em que o carrapato se move para cima na vegetação para um ponto em que é provável encontrar um hospedeiro adequado.[5]
- Fase de discriminação de hospedeiro: em que o carrapato se liga ao o hospedeiro e alimenta ou rejeita o hospedeiro, cai no chão, e retoma seu comportamento de pesquisa. A maioria das larvas de A. cajennense toma a fase de busca de hospedeiro em alturas entre 15 a 50 cm acima do solo. Esse comportamento induz os carrapatos a encontrarem hospedeiros de médio e grande porte, evitando, assim, os de pequeno porte como roedores murídeos.[5]

A época de pico populacional Larvas e ninfas se mostraram presentes o ano todo na vegetação e apresentaram picos populacionais nos dois semestres, sendo que os adultos de A. cajennense foram mais abundantes nos meses de primavera e verão. Já os adultos de A. dubitatum apresentaram picos populacionais entre setembro e novembro de 2006 e em julho de 2007. Carrapatos são encontrados com maior densidade populacional nos meses mais quentes.

### Sobrevivência
A maioria dos carrapatos passa por quatro estágios de vida: ovo, larva de seis patas, ninfa de oito patas e adulto. Depois de eclodir dos ovos, os carrapatos devem consumir sangue em todos os estágios para sobreviver. Carrapatos que exigem tantos hospedeiros podem levar até 3 anos para completar seu ciclo de vida completo, e a maioria morrer, pois, não encontra um hospedeiro para sua próxima alimentação. Eles podem se alimentar de mamíferos, aves, répteis e anfíbios. A maioria dos carrapatos prefere ter um animal hospedeiro diferente em cada fase de sua vida. O ciclo de vida dos carrapatos de escápula ixodes geralmente dura dois anos. Durante esse tempo, eles passam por quatro estágios de vida: ovo, larva, ninfa e adulto. Depois que os ovos eclodem, os carrapatos devem ter uma refeição de sangue em cada estágio para sobreviver.

### Hospedeiros
Os carrapatos encontram seus hospedeiros detectando odores de respiração e corpo dos animais, ou sentindo o calor corporal, umidade e vibrações. Algumas espécies podem até reconhecer pela sombra. Além disso, os carrapatos escolhem um lugar para esperar, identificando os caminhos utilizados com frequência. Então eles esperam por um hospedeiro, descansando nas pontas de gramíneas e arbustos. Carrapatos não podem voar ou saltar, mas muitas espécies de carrapatos esperam em uma posição conhecida como "busca". Enquanto buscam, os carrapatos seguram as folhas e a grama pelo terceiro e quarto par de pernas. Eles seguram o primeiro par de pernas estendidas, esperando para subir no hospedeiro. Alguns carrapatos se anexarão rapidamente e outros vagarão, procurando lugares como a orelha, ou outras áreas onde a pele é mais fina.